# Baccio d'Agnolo
Pour les articles homonymes, voir Agnolo.

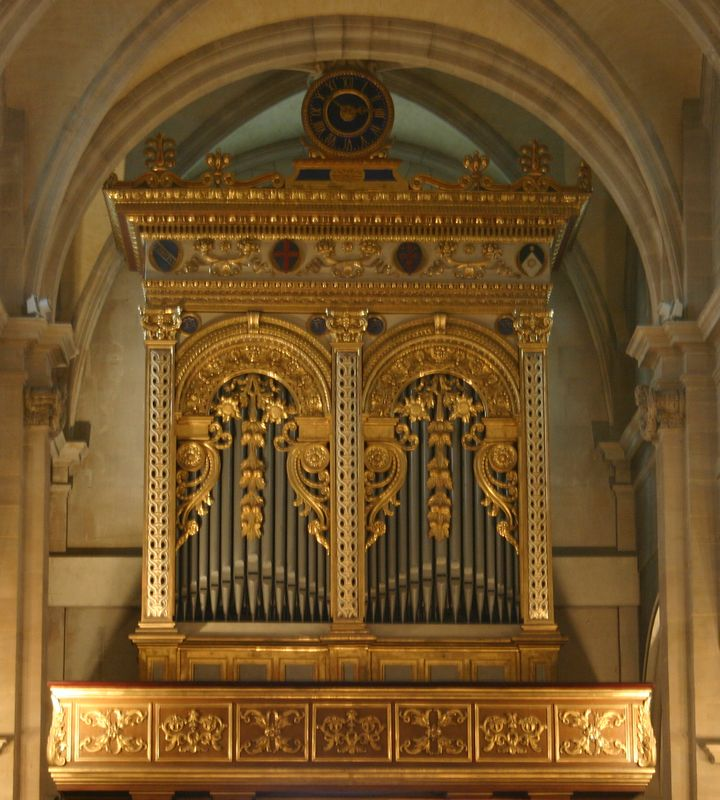
Le buffet d'orgues de Santa Maria Novella sculpté par Baccio d'Agnolo, maintenant dans l'église de Rueil-Malmaison.

Baccio d'Agnolo (ou le Baglione en français), né Bartolomeo d'Agnolo Baglioni (Florence, 19 mai 1462 - 6 mars 1543), est un sculpteur et un architecte de l'école florentine.

## Biographie
Il commence par sculpter et ciseler le bois comme artisan sculpteur, s'adonne ensuite à l'architecture en étant le disciple majeur de Simone del Pollaiolo et devint l'ami de Raphaël et de Michel-Ange.
Il collabore avec Antonio da Sangallo le Vieux aux travaux de Santissima Annunziata, à la restauration du Palazzo Vecchio et à la réalisation complète de la Grande Salle.
De 1508 à 1515, il fut chef de chantier pour la construction du Duomo mais on l'en écarta à la suite des critiques de Michel-Ange.
En 1517, il joue un rôle important dans l'histoire mouvementée et inaboutie de la commande par Léon X à Michel-Ange d'une façade pour San Lorenzo. C'est en effet à Baccio d'Agnolo que revint de fabriquer la maquette en bois réclamée par Buoninsegni pour le Pape, maquette que Michel-Ange caractérise aimablement de « cosa di fanciugli » (travail d'enfant) (lettre du 20 mars 1517) et reconstruit lui-même par deux fois. C'est aussi à Baccio qu'est parfois attribué partiellement le dessin (généralement reconnu comme autographe) préliminaire au premier projet de Michel-Ange, conservé à la Casa Buonarotti (A 45 - Corpus 497r).
Florence lui doit le Palazzo Taddei, le campanile de Santo Spirito et celui de San Miniato, le Palazzo Bartolini-Salimbeni, l'église Saint-Joseph, le chœur de Santa Maria Novella (1491-1496) et quelques autres édifices remarquables par leur élégance et leur solidité, également, le Mausoleo di Baldassarre Turini à Pescia, construit pour accueillir la Madonna del Baldacchino de Raphaël et le chœur de San'Agostino à Pérouse (1502-1532). Plusieurs sont ornés de ses sculptures, en bois.
Dans son atelier se rencontrèrent les plus célèbres artistes du moment comme Michel-Ange, Andrea Sansovino, les frères Antonio da Sangallo le Vieux et Giuliano da Sangallo et le jeune Raphaël.
Ses trois fils furent également des architectes actifs à Florence, dont le plus connu est Giuliano di Baccio d'Agnolo.

## Œuvres
- Palazzo Bartolini-Salimbeni (1517-1520), Florence.
- Palazzo Borgherini-Rosselli del Turco, Florence